# Надежда Недкова
Надежда Йорданова Недкова е родена на 24 януари 1930 г. в град Стамболийски. Завършва гимназия в София, а след това се дипломира в Софийския университет по специалностите „философия“ и „история“.
Надежда Недкова е дъщеря на Магда Герджикова и внучка на Михаил Герджиков. От малка е свързана със съдбата на прогонените от родните си места българи. В живота си получава шанс да работи за тяхното дело едва след като много години последователно е учителка, изработва макети и е библиотекар.
От януари 1983 г. до пенсионирането си Надежда Недкова работи като архивист в Тракийския научен институт при „Центъра за българистика“ на Българската академия на науките. В колектив с ръководител проф. Любомир Панайотов и с участието на Костадин Пандев и Надежда Недкова излиза от печат книгата „Михаил Герджиков. Спомени. Документи. Материали.“. Втората книгата е представена на 20 май 2019 г. в Литературния салон на Тракийския дом в София на ул. „Стефан Караджа“ 7А. През 2003 г., със съдействието на „Главно управление на архивите“ при Министерския съвет, в поредицата „Архивите говорят“ излиза сборникът „Михаил Герджиков и подвига на тракийци – документален сборник“, подготвен от Надежда Недкова и Евдокия Петрова.

## Издадени трудове
- Панайотов, Пандев, Недкова, Любомир, Костадин, Надежда. Михаил Герджиков. Спомени, документи, материали.   София, Наука и изкуство, 1984. с. 175.
- Недкова, Надежда. Михаил Герджиков. Живот и дело.   София, Захарий Стоянов, 2019. ISBN 9789540912738. с. 312.
- Недкова, Петрова, Надежда, Евдокия. Михаил Герджиков и подвигът на тракийци 1903 г.   София, Университетско издателство „Св. Климент Охридски“, Главно управление на Архивите, 2002. с. 272.